# Richard Collins (scénariste)
Ne doit pas être confondu avec Richard Collin ou Richard Oliver Collin.
Pour les articles homonymes, voir Richard Collins.
Richard Collins est un scénariste et producteur américain, né le 20 juillet 1914 à New York et mort le 14 février 2013 à Ventura en Californie.
Collins commence une carrière de scénariste au cours des années 1940. Il travaille à plusieurs reprises avec Paul Jarrico. Placé sur la « liste noire » en raison de ses liens avec le parti communiste, il dénonce une vingtaine de personnalités d'Hollywood devant la commission sur les activités antiaméricaines. Collins reprend sa carrière durant les années 1950, écrit des scénarios, notamment pour Don Siegel, et travaille pour la télévision en tant que scénariste et producteur.

## Biographie

### Jeunesse et formation
Richard Collins naît à New York. Son père est couturier et travaille pour de grandes familles, dont les Vanderbilt. Lorsque les Collins s'installent en Californie, il est scolarisé à la Beverly Hills High School, puis intègre l'université Stanford. Collins abandonne ses études après un semestre en raison de la crise économique. De retour à New York il rejoint la Ligue des jeunes communistes.

### Carrière
Richard Collins regagne la Californie. Il est employé par un grand magasin, puis travaille pour différents studios de cinéma, dont la MGM, en tant que scénariste. Collins, qui épouse l'actrice Dorothy Comingore en 1939, participe à l'écriture du scénario de Les Maîtres de la mer (Rulers of the Sea), sorti la même année. Avec Paul Jarrico, il écrit le scénario des films musicaux La Parade aux étoiles (Thousands Cheer) et Âmes russes (Song of Russia), sortis sur les écrans en 1943 et 1944, et de la comédie Deux nigauds vendeurs (Little Giant) mettant en vedette le duo de comiques Abbott et Costello.
Richard Collins attire l'attention de la commission sur les activités antiaméricaines (HUAC) de la chambre des représentants, qui considère Âmes russes comme un film de propagande pro-soviétique. Son nom figure sur la liste de 19 membres ou anciens membres du parti communiste des États-Unis travaillant dans l'industrie du cinéma établie en 1947 par la commission, avec laquelle il refuse de coopérer. Son placement sur la « liste noire » ne lui permet plus de travailler pour les studios d'Hollywood. En 1951, Collins accepte de témoigner devant la commission. Il dénonce une vingtaine d'amis et collègues sympathisants ou affiliés au Parti communiste, parmi lesquels figurent son coscénariste Paul Jarrico et Budd Schulberg.
Après son témoignage, sa carrière reprend son cours. Dans les années 1950, il participe à l'écriture de plusieurs films de Don Siegel, dont Les Révoltés de la cellule 11 (Riot in Cell Block 11), L'Invasion des profanateurs de sépultures (Invasion of the Body Snatchers) et Le Secret du Grand Canyon (Edge of Eternity). Il signe également le scénario de longs métrages : Les Aventures de Hajji Baba (The Adventures if Hajji Baba) de Don Weis, Le Culte du cobra (Cult of the Cobra) de Francis D. Lyon, ou encore L'Or du Hollandais (The Badlanders) de Delmer Daves.
Collins travaille sur des programmes de télévision tels que Gruen Playhouse et General Electric Theater. À partir des années 1960, il écrit des épisodes pour de séries télévisées dont Les Incorruptibles, Opération vol, Bonanza et Matlock. Il produit plus de cent épisodes de ces deux dernières séries.

## Vie privée
Richard Collins épouse l'actrice Dorothy Comingore en 1939. Celle-ci tient notamment l'un des rôles principaux dans Citizen Kane. Le couple divorce en 1945 et Collins se remarie en 1949. La carrière de sa femme prend fin lorsqu'elle refuse de témoigner devant la commission sur les activités antiaméricaines. En 1952, un tribunal la déclare inapte à la garde de ses enfants en raison de son alcoolisme et de ses convictions communistes. Elle meurt en 1971.

## Filmographie

### Scénariste

#### Cinéma
- 1944 : Âmes russes (Song of Russia) de Gregory Ratoff et László Benedek
- 1953 : China Venture de Don Siegel
- 1954 : Les Aventures de Hajji Baba (The Adventures if Hajji Baba) de Don Weis
- 1954 : Les Révoltés de la cellule 11 (Riot in Cell Block 11) de Don Siegel
- 1955 : Le Culte du cobra (Cult of the Cobra) de Francis D. Lyon
- 1956 : L'Invasion des profanateurs de sépultures (Invasion of the Body Snatchers) de Don Siegel
- 1957 : My Gun is Quick de Victor Saville et George White
- 1958 : L'Or du Hollandais (The Badlanders) de Delmer Daves
- 1959 : Le Secret du Grand Canyon (Edge of Eternity) de Don Siegel
- 1960 : La Mafia (Pay or Die) de Richard Wilson

#### Télévision
- 1961 : Les Incorruptibles
- 1968 : Opération vol
- 1972 : Bonanza
- 1993-1994 : Matlock

### Producteur

#### Télévision
- 1963-1964 : Breaking Point (en)
- 1964-1965 : Bob Hope Presents the Chrysler Theatre (en)
- 1968-1973 : Bonanza
- 1975 : The Family Holvak
- 1977 : The Oregon Trail (en)
- 1977 : The Rhinemann Exchange
- 1980 : The Contender
- 1986-1992 : Matlock